# Anadenobolus atoyacus
Anadenobolus atoyacus är en mångfotingart som först beskrevs av Pocock 1907.  Anadenobolus atoyacus ingår i släktet Anadenobolus och familjen Rhinocricidae. Inga underarter finns listade i Catalogue of Life.